# Michel Hermon
Pour les articles homonymes, voir Hermon.
 (octobre 2022).
Si vous disposez d'ouvrages ou d'articles de référence ou si vous connaissez des sites web de qualité traitant du thème abordé ici, merci de compléter l'article en donnant les références utiles à sa vérifiabilité et en les liant à la section « Notes et références ».
Michel Hermon est un homme de théâtre et un chanteur français, né à Paris en 1948. Très éclectique, il se tient à la croisée du théâtre, du théâtre musical, du music-hall, de la chanson et de la musique classique.

## Biographie
Michel Hermon se lance dès 14 ans dans le théâtre. Depuis l’enfance, il rêve d’être directeur de troupe et metteur en scène. Il se forme au Cours Simon, puis au Conservatoire de Paris, et fonde sa propre compagnie, le Théâtre 9.

### Les années théâtre
À la tête du Théâtre 9, il va alors monter plusieurs pièces dans les années 1970, parmi lesquelles Les Malheurs de Sophie d’après la Comtesse de Ségur (1969), Britannicus (1968) puis Phèdre (1974) de Racine, Don Juan revient de guerre d'Ödön von Horváth (1970), Lulu de Frank Wedekind (1973), Phenthésilée de Kleist (1976).
En 1976, il commence à travailler le chant et prend peu à peu ses distances vis-à-vis du théâtre. Pendant trois ans il joue à « faire l’acteur » chez les autres : Edouard II dans Le Règne blanc de Denis Guénoun d'après la pièce de Christopher Marlowe, Sigismond dans La Tour d’Hofmanstahl (1976), Coriolan (1977) puis Hamlet (1978) dans les pièces éponymes de Shakespeare.
En 1978, à la suite de la proposition de Tilly de faire un tour de chant dont ils écriraient ensemble les textes et que Tilly mettrait en scène, Michel Hermon s'oriente un peu plus vers le chant.
Il continue cependant ses activités de dramaturge puisqu'à cette période il met en scène les deux premières pièces de Tilly : Charcuterie fine (1980) et Spaghetti bolognèse (1982).

### Les années lyriques
En 1982, Michel Hermon décide d’arrêter toute activité théâtrale pour se consacrer exclusivement à l’étude de la musique et devenir chanteur lyrique. À partir de 1987 et jusqu’à aujourd’hui, il donne de nombreux récitals de lieder (entre autres les trois cycles de Franz Schubert : La belle Meunière, Voyage d’hiver et Le chant du cygne).
Il tient son premier rôle sur une scène d’opéra en 1988 dans L’enfant qui grandit trop vite de Menotti. Suivront dans les années 1990 Les Noces de Figaro, Zaide, et Bastien et Bastienne de Mozart, L’Opéra de quat’sous de Kurt Weill, La Belle Hélène d'Offenbach, Christophe Colomb de Darius Milhaud.
En 1990, au Printemps de Bourges, il crée Berlin, spectacle en chansons avec Agnès Host qui explore un répertoire franco-allemand (Prévert, Aznavour, Schoenberg, Friedrich Hollaender, Fassbinder, Nina Hagen…).
En 1993, il consacre un spectacle à Édith Piaf aux Bouffes du Nord, accompagné par Gérard Barreaux et mis en scène par Caroline Loeb avec lequel il va tourner pendant plusieurs années. C’est à la suite d'un engagement pour ce spectacle dans un cabaret new-yorkais qu’il décide de s’installer à New York en 1994.
En 1998, il intègre l’Amato Opera Company, où il chantera pendant plusieurs années Mozart, Puccini, Verdi, Massenet, Rossini, Gounod.

### Les années de synthèse
Michel Hermon renoue avec le métier d’acteur en revenant s'installer en France en 2003 : Madame de Sade de Yukio Mishima, en 2004, Eaux dormantes de Lars Noren et La Célestine en 2007, L'Opéra du pauvre de Léo Ferré en 2011-2012.
Les années 2000 le voient aussi créer plusieurs spectacles musicaux autour des chanteuses de l'entre-deux guerre Marlène Dietrich ou Damia, du poète et chanteur Léo Ferré, ainsi que les poètes mis en musique par lui (Baudelaire, Verlaine, Rimbaud). La plupart de ces répertoires ont été enregistrés sur disque.

## Théâtre

### Metteur en scène
- 1968 : Britannicus de Jean Racine
- 1969 : Les Malheurs de Sophie d'après la Comtesse de Ségur
- 1970 : Don Juan revient de guerre d'Ödön von Horváth[1]
- 1972 : Peer Gynt d’Henrik Ibsen, Théâtre de la Tempête
- 1973 : Lulu de Frank Wedekind
- 1974 : Phèdre de Jean Racine, Théâtre de Chaillot
- 1975 : Dommage qu'elle soit une putain de John Ford, Théâtre de la Cité internationale
- 1976 : Penthésilée de Heinrich von Kleist
- 1980 : Charcuterie fine de Tilly, Théâtre de la Tempête
- 1982 : Spaghetti bolognèse de Tilly

### Comédien

#### Théâtre
- 1971 : Les Bonnes de Jean Genet, mise en scène de Roland Monod, Comédie de St Étienne : Claire
- 1975 : Le Règne Blanc de Denis Guénoun d'après Christopher Marlowe, mise en scène de Robert Gironès, Théâtre national de Chaillot : Edouard II
- 1976 : La Tour d’Hugo von Hofmannsthal, mise en scène de Gabriel Garran, Théâtre Récamier : Sigismond
- 1977 : Coriolan de William Shakespeare, Festival d'Avignon/Théâtre de la Commune d'Aubervilliers : Coriolan
- 1978 : La Passion selon P.P.P. de René Kalisky, mise en scène d'Albert-André Lheureux, Bruxelles : Pier Paolo Pasolini
- 1978 : Hamlet de William Shakespeare, mise en scène de Daniel Benoin, Festival de Saintes : Hamlet
- 2004 : Madame de Sade de Yukio Mishima, mis en scène par Alfredo Arias, Théâtre national de Chaillot : La Mère
- 2007 : Eaux dormantes de Lars Noren, mis en scène par Claude Baqué, Théâtre de l'Athénée-Louis-Jouvet
- 2007 : La Célestine, mise en scène de Françoise Coupat, Théâtre de la Croix-Rousse : La Célestine
- 2011 : L'Opéra du pauvre de Léo Ferré, mise en scène de Thierry Poquet, Théâtre Le Manège (Mons), Théâtre de la Place : Le Poète & Le Hibou
- 2012-2013 : La Mouette d'Anton Tchekov, mise en scène Frédéric Bélier-Garcia, Théâtre des Célestins, tournée
- 2020 : Phèdre, Michel Hermon dit Racine[2], Théâtre Antoine Vitez, scène d'Ivry : tous les personnages[3]

#### Télévision
- 2005 : Les Rois maudits, de Maurice Druon, réalisé par Josée Dayan (Jean de Marigny)

## Opéra
- Le Terroriste (1988) dans L’enfant qui grandit trop vite de Gian Carlo Menotti
- Bartolo (1989), Le Comte (1991) dans Les Noces de Figaro de Mozart
- Osmin (1990) dans Zaide de Mozart
- Colas (1991)  dans Bastien et Bastienne de Mozart
- Peachum (1991) dans L’Opéra de quat’sous de Kurt Weill et Bertolt Brecht
- Calchas (1992) dans La Belle Hélène de Jacques Offenbach
- Christophe Colomb & Le Narrateur (1992) dans Christophe Colomb de Darius Milhaud

## Spectacles musicaux
- 1993 : Michel Hermon chante Piaf, Théâtre des Bouffes du Nord, mis en scène par Caroline Loeb, avec Gérard Barreaux à l'accordéon
- 1998 : Thank you Satan - Un récital Léo Ferré, Théâtre de la Ville des Abbesses, mis en scène par Caroline Loeb, avec Gérard Barreaux à l'accordéon et Pierre-Michel Sivadier au piano
- 2002 : Dietrich Hôtel, mis en scène par Caroline Loeb
- 2006 : Compagnons d’Enfer
- 2008 : Damia ce soir
- 2009 : New York/Cole Porter/Lou Reed, mis en scène par Caroline Loeb, Maison de la musique de Nanterre
- 2013 : Bobino 69 : Michel Hermon chante Léo Ferré

## Discographie
Paroles et musiques de Léo Ferré (sauf indications contraires)
avec Gérard Barreaux à l'accordéon et Pierre-Michel Sivadier au piano.